# Dragan Radovic
Dragan Radovic (29 januari 1979) is een Sloveens ex-volleyballer die speelde bij het Sloveense Maribor, het Spaanse Málaga, Nice Volley Ball, ACH Volley Bled, VC Lennik, Knack Randstad Roeselare, Noliko Maaseik, en Menen.
Radovic heeft een diploma elektronica. Samen met zijn vriendin Dragana heeft hij twee kinderen.
Zijn dochter Tea Radovic (°2007) is ook een begenadigd volleybalster. 